# Gila ditaenia
Gila ditaenia é uma espécie de peixe actinopterígeo da família Cyprinidae.
Pode ser encontrada nos seguintes países: México e Estados Unidos da América.